# خوان أنطونيو روس
خوان أنطونيو روس (بالإسبانية: Juan Antonio Ros Martinez)‏ هو لاعب كرة قدم إسباني في مركز الوسط، ولد في 15 مارس 1996 في قرطاجنة في إسبانيا. لعب مع نادي برشلونة.